# Afrikai halászbagoly
Az afrikai halászbagoly (Scotopelia peli) a madarak (Aves) osztályának bagolyalakúak (Strigiformes) rendjébe, ezen belül a bagolyfélék (Strigidae) családjába tartozó faj.

## Rendszerezése
A fajt Charles Lucien Jules Laurent Bonaparte francia ornitológus írta le 1850-ben, a Strix nembe Strix peli néven.

## Előfordulása
A Szaharától délre fekvő afrikai területek. Természetes élőhelyei a szubtrópusi és trópusi síkvidéki esőerdők és mocsári erdők, torkolatok, mocsarak, tavak, folyók és patakok környékén. Állandó, nem vonuló faj.

## Megjelenése
Testhossza 63 centiméter, szárnyfesztávolsága átlagosan 150 centiméter, testtömege 2055-2325 gramm.  Tollazata barna és vöröses, feketén szegélyezve. Lábán nincsenek tollak, hogy ne ragadjon rá a sár és a halmaradékok.

## Életmódja
Éjjeli madár, tartós párkapcsolatban él. A tápláléka halakból áll (többek között keszegfélék, csuka és harcsa), de fogyaszt békát, rákot és kagylót is.

## Szaporodása
A költési időszakban, amely élőhelytől függően eltérő lehet, a tojó két fehér tojást rak, melyeken 32 napig kotlik, ekkor a hím eteti a tojót. A kirepülés nagyjából 10 hetes korban történik meg, de a felnőttekre jellemző tollazatot a fiókák csak 15 hónapos korban öltik magukra.

## Természetvédelmi helyzete
Az elterjedési területe rendkívül nagy, egyedszáma ugyan csökken, de még nem ér el a kritikus szintet. A Természetvédelmi Világszövetség Vörös listáján nem fenyegetett fajként szerepel. A gátépítés és a folyók elszennyeződése visszaszorította az életterét.